# Nazar Begliyev
Nazar Begliyev (sinh ngày 27 tháng 4 năm 1980 tại Ashgabat) là một vận động viên chạy giữa Turkmenistan đã giải nghệ, chuyên thi đấu ở nội dung 800 mét. Begliyev đã đủ điều kiện tham gia đoàn đội Turkmenistan thi đấu ở nội dung chạy 800 mét nam tại Thế vận hội Mùa hè 2004 tại Athens. Anh được mời tham gia bằng thư mời ba bên từ Ủy ban Olympic Quốc gia Turkmenistan và IAAF, với thời gian đủ điều kiện là 1:50.20. Anh đã vượt qua mốc 1:50 và thiết lập kỷ lục cá nhân của mình ở mức 1:49.64 trong vòng loại đầu tiên, nhưng sau đó anh bị loại ở vòng loại, xếp thứ sáu và không tiến vào bán kết, kém xa người dẫn đầu và người đoạt huy chương bạc cuối cùng là Mbulaeni Mulaudzi của Nam Phi khoảng 4 giây.